# Свердловська (Сладковський район)
Свердло́вська (рос. Свердловська) — присілок у складі Сладковського району Тюменської області, Росія.
Населення — 5 осіб (2010, 38 у 2002).
Національний склад станом на 2002 рік:
- росіяни — 95 %